# BlooSee
SmartSea (anteriormente conocido, Bloosee) es una red social en la que marineros, buceadores, surfistas y amantes de los océanos y mares en general. SmartSea emplea el API de Google Maps.
BlooSee es propiedad de BlooSee Inc. Esta empresa está situada en Silicon Valley, siendo fundada en 2009 por los emprendedores Pedro Valdeolmillos y Marc Puig de Barcelona

## Sección "Explore"
En esta sección a la que se puede acceder desde inicio, muestra información con diferentes iconos sobre una imagen satelital. En un menú, se pueden elegir ciertas características, como playas con cierta información, acuarios, aeropuertos y demás características de interés.
Un mapa de viento global permite conocer las condiciones del tiempo en todo el mundo.

## Red Social
Dentro del apartado de red social de SmartSee, hay la posibilidad de hacerse amigo, enviar mensajes, ver y discutir en foros de discusión y un botón para indicar "he estado allí". También permite sincronizar tu cuenta de Twitter y Facebook.

## App para móvil
Actualmente, BlooSee está disponible sólo en las plataformas móviles: iPhone y Android.